# Madhav-Nationalpark
Der Madhav-Nationalpark (Hindi माधव राष्ट्रीय उद्यान IAST Mādhava rāṣṭrīya udyāna) ist ein Nationalpark im zentralindischen Bundesstaat Madhya Pradesh.

## Geographie und Klima
Der Nationalpark liegt im Distrikt Shivpuri nahe der gleichnamigen Stadt Shivpuri am nördlichen Rand des zentralindischen Hochlands im Vindhyagebirge. Die Landschaft ist von flach ansteigenden kleineren Bergen, Hochebenen und Talabschnitten geprägt. Die Höhe über dem Meeresspiegel variiert zwischen 380 und 480 Metern. Der Park weist neben Wäldern und Wiesen im südlichen Abschnitt auch zwei Seen auf, Sakhya Sagar (etwa 309 ha) und Madhav Sagar (etwa 40 ha).
Klimatisch können drei Jahreszeiten unterschieden werden: die Monsunzeit von Juli bis September, der Sommer von März bis Juni und der Winter von November bis Januar. De Jahresniederschlag von ungefähr 800 mm fällt ganz überwiegend während der Monsunperiode. Die Maximal- und Minimaltemperaturen liegen bei 47 °C im Sommer und 3 °C im Winter.

## Geschichte
Die Gegend war ursprünglich ein Jagdgebiet der Maharajas von Gwalior, die ihre Sommerhauptstadt in Shivpuri hatten. Der 1886 bis 1925 herrschende Maharaja Madho Rao Scindia ließ, um die Wasserversorgung des Gebiets zu verbessern, drei Dämme am Fluss Manihar erbauen, was zur Entstehung einer Kette von drei Seen führte – Jadhav Sagar, Sakhya Sagar und Madhav Sagar. Die beiden letztgenannten liegen im Nationalpark. Durch diese Gewässer wurde das Gebiet zu einem ökologisch bedeutenden Feuchtgebiet und zu einem wichtigen Aufenthaltsort für Zugvögel. Zur Zeit Britisch-Indiens waren Flora und Fauna des späteren Parks als persönliches Jagdrevier des Maharajas relativ gut geschützt und das Gebiet war für das häufige Vorkommen von Tigern bekannt. Der Vizekönig von Indien Lord Minto soll bei einem Besuch des Fürstenstaats Gwalior 16 Tiger geschossen haben, und sein Amtsnachfolger Lord Hardinge kam angeblich an einem einzigen Tag im Jahr 1916 auf acht erlegte Tiger. Auf dem Weg zum Delhi Durbar 1911, wo er zum Kaiser von Indien proklamiert werden sollte, war auch ein Besuch Georgs V. in Gwalior geplant. Der Maharaja ließ aus diesem Anlass das kleine Schloss George Castle auf der mit 484 Metern über dem Meeresspiegel höchsten Anhöhe des Parks errichten. Das Anwesen sollte als Unterkunft für den König und als Ausgangspunkt für eine Tigerjagd dienen. Zu einem Besuch Georgs V. in George Castle kam es jedoch nicht.

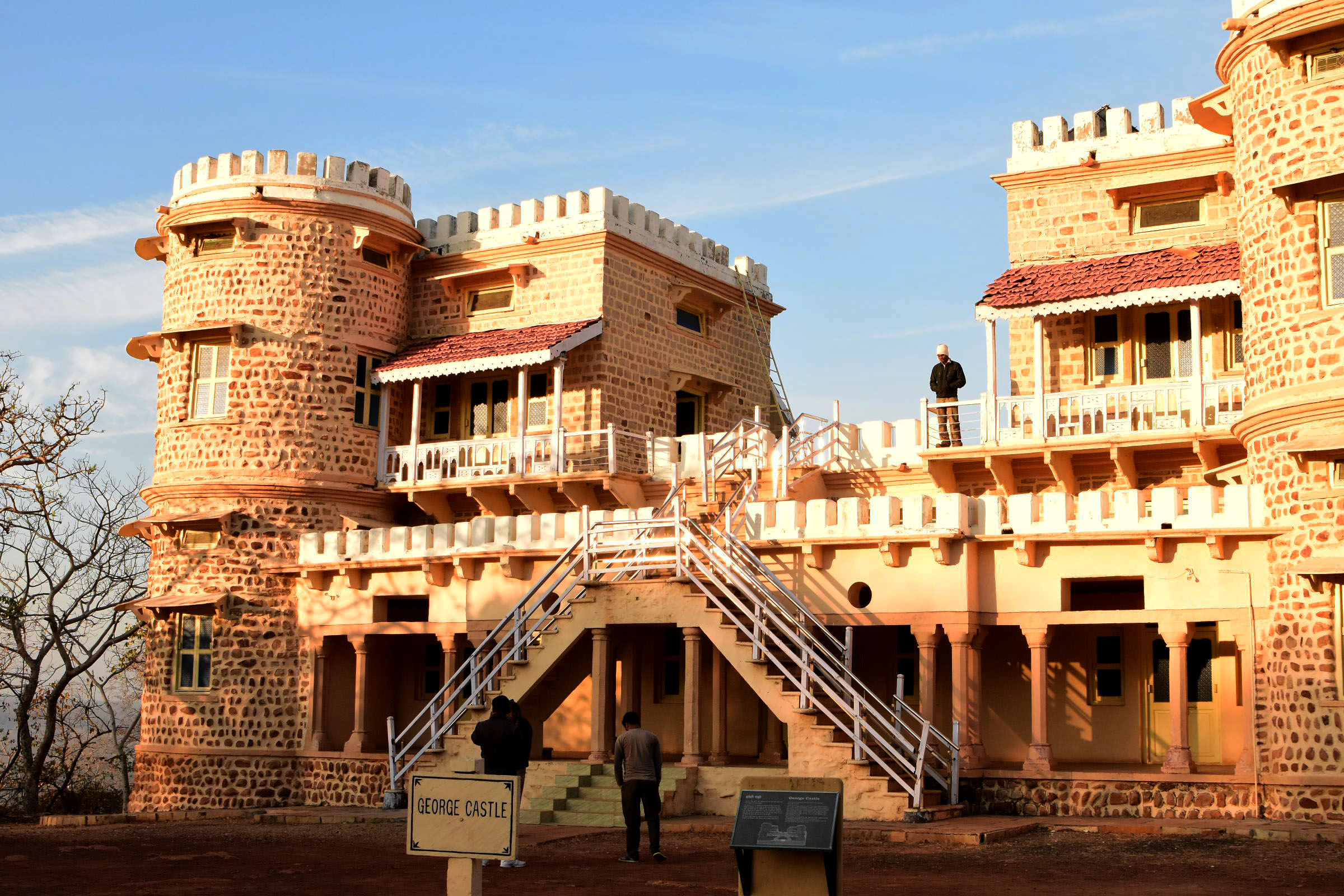
George Castle

Nach der Unabhängigkeit Indiens im Jahr 1947 reduzierte sich die Tigerpopulation durch Wilderei auf praktisch Null. Die letzten Tiger wurden ungefähr im Jahr 1970 beobachtet. Auch die Populationen an anderen Wildtieren nahmen stark ab.
1956, noch im damaligen Bundesstaat Madhya Bharat, wurde ein 165,32 km² großes Gebiet als Nationalpark ausgewiesen (als eigentliches Gründungsdatum wird in einigen Quellen das Jahr 1958 angegeben). Im Jahr 1983 wurde der Nationalpark um 181,278 km² erweitert. Da später 20,6205 km² wieder aus dem Schutzgebiet herausgenommen wurden, weil sie zum Überflutungsgebiet des neu entstandenen Manikheda-Stausees gehörten, wurden als Kompensation 28,634 km² im östlichen Abschnitt hinzugefügt. Die gesamte Erweiterungsfläche betrug damit 189,292 km² und die Gesamtfläche 354,6115 km².

### Planungen zur Einrichtung eines Tigerreservats
Nachdem Tiger im Gebiet des Nationalparks über Jahrzehnte praktisch verschwunden waren, wurden ab Oktober 2007 sporadisch wieder einzelne Tiere beobachtet. Am 28. Januar 2022 gab die indische Zentralregierung ihre prinzipielle Zustimmung zur Entwicklung des Madhav-Nationalparks in ein Tigerreservat.

### Ramsar-Schutzgebiet
Am 7. Januar 2022 wurde ein 248 ha großes Areal am Sakhya Sagar in die Liste der Ramsar-Gebiete aufgenommen. In dem Gebiet wurden 19 Arten von Fischen, 9 Reptilien- und 19 Säugetierarten dokumentiert, außerdem 73 Arten von Vögeln.

## Flora und Fauna
Die Baumvegetation im Park entspricht einer Mischung aus nördlichen tropischen Trockenwald und Dornwald. Die am häufigsten anzutreffende Baumart ist Anogeissus pendula (Kardhai, करधई). Weitere häufig zu findende Baumarten sind  Capparis decidua (Khair, खैर) Boswellia serrata (Salai, सलई), Anogeissus latifolia (Dhaora, धावड़ा) und Mexikanischer Stachelmohn (Siarkanta, सियारकाँटा). Entlang von Flussläufen finden sich Jambulbaum (Jamun, जामुन) und Indischer Butterbaum (Mahua, महुआ).
Zur Großsäugetierfauna umfasst Nilgauantilope, Indische Gazelle (Chinkara), Vierhornantilope, Axishirsch (Chital), Sambar, Muntjaks, Leopard, Indischer Wolf, Schakal, Bengalfuchs, Rothund, Wildschwein, Stachelschweine. An größeren Reptilien kommen Sumpfkrokodil, verschiedene Schildkröten- und Schlangenarten vor.

## Tourismus
Es gibt zwei Einfahrtsmöglichkeiten in den Nationalpark:
- im Süden vom National Highway 25 (Shivpuri–Jhansi) kommend: 25° 25′ 13,6″ N, 77° 42′ 11,6″ O
- im Norden vom National Highway 3 (Agra–Mumbai) kommend: 25° 29′ 51,7″ N, 77° 41′ 32,1″ O